# タイガーウッズPGA TOUR 09
タイガーウッズPGA TOUR 09 は、2008年9月25日に発売された、タイガー・ウッズ PGA TOURの一つ。対応機種は、プレイステーション3、PlayStation Portable、Xbox 360、Wii、iOSである。

## 概要
- タイガー・ウッズのコーチであるHank Haneyが登場して、プレイヤーを指導してくれる[2]。
- 男女両方の実在するプロゴルファーが登場する。
- プレイヤーは性別や容姿を設定してオリジナルのキャラクターでプレイができる。
- 大会やチャレンジで貰える賞金で衣服、ゴルフクラブ、ボールなどを購入することができる。
- クラブのチューニングが無料ですることができる。

## ゲームモード
- Play Now

細かい設定を行わずにすぐにゲームを始めることができる。
- Game Modes

多彩なルールでプレイが可能。
- PGA TOUR SEASON

プレイヤーはプロ選手となり一流のキャリアを積むことになる。

## 登場選手
男性ゴルファー
- タイガー・ウッズ
- イアン・ポールター
- ジョン・デーリー
- アダム・スコット
- マイク・ウェア
- ダレン・クラーク
- ローリー・マキロイ
- Nick Dougherty
- ルーク・ドナルド
- ジャスティン・ローズ
- ビジェイ・シン
- ジム・フューリク
- コリン・モンゴメリー
- マイケル・キャンベル
- クリス・ディマルコ
- レティーフ・グーセン
- カミロ・ビジェガス
- Jesper Parnevik
- J. B. Holmes
- ポール・ケーシー

女性ゴルファー
- ポーラ・クリーマー
- ナタリー・ガルビス
- クリスティ・カー
- モーガン・プレッセル
- アニカ・ソレンスタム
- 朴セリ
- Henrietta Zuël

## コース・リスト
- Gary Player Country Club
- ロイヤル・アンド・エンシェント・ゴルフ・クラブ・オブ・セント・アンドリュース
- ペブルビーチ・ゴルフリンクス
- TPC at Sawgrass
- カーヌスティ・ゴルフリンクス
- Sheshan Golf Club
- Wolf Creek Golf Club
- Bay Hill Club and Lodge
- Wentworth Club
- Harbour Town Golf Links
- Doral Golf Resort & Spa
- Cog Hill Golf & Country Club
- TPC of Boston
- East Lake Golf Club
- Westchester Country Club
- Riviera Country Club
- Firestone Country Club (DLC)
- Spyglass Hill (DLC)